# Geografia regional
La Geografia regional és un mètode de treball geogràfic que utilitza la delimitació de determinades àrees, anomenades regions, ja sigui per aconseguir descripcions ajustades a les diferents necessitats, o bé per facilitar la tasca d'interpretació i anàlisis de realitats geogràfiques més o menys àmplies.
La determinació dels criteris és una qüestió fonamental per definir una regió, si bé el caràcter d'aquests criteris pot variar enormement, acceptant-se paràmetres tan diferents com el relleu físic, un grup poblacional, el clima, la zona d'influència d'un nucli urbà, una àrea continental, etc. sempre que respectin l'homogeneïtat necessària.

## Història
Aquest mètode va ser preponderant durant la segona meitat del segle xix i la primera meitat del XX, quan la geografia regional va esdevenir la part més important de la ciència geogràfica. A partir dels anys 1950, aquest mètode és criticat per una nova generació de geògrafs anglosaxons, que l'acusen de manca de teoria científica i excés de descripcions. Aquestes crítiques varen iniciar el que es coneix com a revolució quantitativa dins la ciència geogràfica. Cap al 1980 es produeix una reaparició del mètode regional, si bé profundament renovat tant en el mètode, les escales territorials utilitzades o la incorporació de nous enfocaments.

## Objecte d'estudi
L'objectiu d'aquesta ciència és assolir una integració, on els elements naturals i socials hi siguin presents en tot moment de forma interrelacionada amb els diferents components de la natura i la societat.

## Concepte de regió
El concepte de regió ha tingut una evolució complexa dins la disciplina de la Geografia. Poden diferenciar-se diverses conceptualitzacions correntment utilitzades dins la Geografia Regional:
- Regió Natural: La combinació de diferents elements naturals com ara el relleu, el clima o la vegetació, generen un sistema natural amb unes característiques interdependents (ex. la configuració del relleu d'un territori bé determinat pel seu clima, determinant també el tipus de vegetació existent a la zona).
- Regió Fisonòmica o Paisatge: Domini acotat per la configuració de la superfície terrestre, pel seu aspecte extern així com els vincles que s'estableixen entre els diferents actors que hi intervenen. Els paisatges es delimiten tenint en compte les formes naturals, les transformacions realitzades per l'ésser humà i les seves característiques culturals expressades en el territori (usos del sòl, tipologia d'edificacions, organització sobre el territori...)
- Regió Humana o Geogràfica: Àmbit delimitat per un sistema de relacions humanes (econòmiques, polítiques, socials...), per una regió del territori i per les activitats i vida social que s'hi desenvolupa. Per A. Cholley les regions humanes són definides pels grups humans, ja que no són altra cosa que un grup humà amb uns mètodes i mitjans de vida determinats des del punt de vista espacial. Segons Robert E. Dickinson, les regions geogràfiques són "àrees de vida en comú".

## Tasques de la geografia regional
- Desenvolupar diferents enfocaments en l'estudi d'un territori concret; enfocament complex, regional, genètic, històric evolutiu, natural, humà...
- Aporta dades concretes sobre l'estructura i propietats dels complexos geogràfics naturals i econòmics dins els continents, les regions i els països.
- Aportar informació per conèixer les regularitats generals en el marc regional i local
- Desenvolupar treball de camp, on l'observació sobre el terreny era la principal font d'obtenció de la informació. Aquesta tècnica d'observació directa, es va introduir com exercici educatiu per mostrar als alumnes les peculiaritats i relacions singulars entre el territori i la forma de vida de les seves societats.

## Evolució històrica de la geografia regional
Els precedents
A finals del s. XIX el pensament positivista de l'època comença a caure en decadència a causa del seu monisme, basat en una metodologia única que es posa en dubte com a model per les ciències socials i humanes. Aquesta nova ciència social havia de tenir una nova metodologia i forma de fer ciència diferent de les ciències naturals positivistes utilitzades fins aleshores. Això generarà nous mètodes d'anàlisis territorials molt més específics basats en les regions i les seves característiques singulars, com a regions úniques.
El sorgiment de la Geografia Regional Moderna
És a finals del s. XIX quan la Geografia Regional es configura amb un perfil més semblant a l'actual. Davant les corografies i geografies de països que estudiaven àmbits administratius delimitats sense cap criteri definit, la geografia acadèmica de finals d'aquest segle, desenvolupa el concepte de regió natural. La clau d'aquest concepte és la delimitació d'un àmbit terrestre en funció de la combinació de tota una sèrie de característiques naturals (sobretot geològiques). A més, els grups humans que habiten la regió natural es veuen influenciats per les seves especificitats, determinant algunes de les seves característiques socials i culturals. Podem dir que es tracta d'una noció que es desenvolupa dins la tradició ecològica introduïda per Ratzel i amb aspectes clarament deterministes. Geògrafs britànics com Mackinder i Herbertson o francesos com L. Gallois, són desenvolupen primerament aquest concepte. Paral·lelament Élisée Reclus desenvolupa entre 1875 i 1894 la gran obra de Geografia Universal, l'obra mestre d'aquest gènere.
No serà realment fins a principis del s. XX quan la Geografia Regional, darrere la critica al determinisme ambiental, experimentarà el seu impuls definitiu sobretot en països com França i Alemanya. El punt clau d'aquesta transformació en el pensament geogràfic, es basa en el pas d'una geografia centrada en la recerca de lleis naturals que expliquin l'evolució de les societats en relació al seu medi físic, a una geografia centrada en la complexitat i singularitats dels espais i regions geogràfiques, atenent a les seves característiques específiques i a la seva singularitat a través de la seva evolució del territori. Tot i això, el sorgiment de la Geografia regional moderna no presenta un caràcter uniforme i cohesionat, de fet, poden determinar-se almenys tres orientacions generals:
- L'orientació francesa comandada per Vidal de la Blache i els seus seguidors. És una orientació de caràcter pràctic, centrada en l'estudi empíric de les regions i comarques franceses així com les seves possessions colonials. De fet no serà un geògraf sinó un historiador, Lucien Febvre qui li donarà un perfil més definit davant les crítiques dels sociòlegs de l'escola durkheniana (especialment F. Simiand i M. Mauss).
- La reflexió en el pla teòric-gneològic arribarà sobretot des d'Alemanya, de l'escola d'Alfred Hettner, qui redueix la geografia a la geografia regional considerant la geografia com un element essencial en l'estudi de les regions. Per Hettner únicament quan concebem els fenòmens com propietats dels espais terrestres, estarem fent geografia.
- Per altra banda, també a Alemanya es consolidarà la concepció de la geografia com a geografia regional, però entenent la regió com un paisatge. Max Sorre ho expressa clarament; la regió és l'àrea d'extensió d'un paisatge. El paisatge s'entenia, sobretot, no com el resultat d'una sèrie de processos naturals, sinó com una expressió de la seva cultura i societat sobre el territori. Aquesta via es desenvolupa sobretot per O. Slütter i S. Passarge i posteriorment serà rebuda als EUA de la mà de Carl Sauer.

La geografia Regional als Estats Units
La Geografia Regional es desenvolupa de forma tardana als Estats Units, on la tradició ambientalista s'hi havia arrelat fortament. De fet no serà fins a finals dels anys trenta (Armando Santiago), principis dels quaranta, quan la geografia corològica s'implanta de forma definitiva a les universitats nord-americanes. Els principals impulsors d'aquest gran canvi seran Carl Sauer des de 1925 seguint el corrent paisatgístic Alemanya i R. Hartshorne seguint el model Hettneria.
L'escola sauerina (escola Berkeley) tindrà un marcat caràcter cultural. La regió s'entén com una àrea cultural i com el paisatge cultural que ha desenvolupat una societat determinada. A més per Sauer pren atenció als processos i a l'evolució de les cultures i els paisatges culturals com a peça fonamental dels seus estudis. En canvi, la línia d'investigació oberta per Hartshorne tindrà un caràcter menys culturalista i historicista. A més la regió no es considera un espai objectiu o real, sinó un instrument intel·lectual per l'anàlisi geogràfic del territori.
La Crisi de la Geografia regional després de la Segona Guerra Mundial
A partir de finals dels anys quaranta comencen a aparèixer certes crítiques a la Geografia Regional. Aquestes crítiques es fixen en diversos aspectes:
- Primer, en el nul contingut sintètic de moltes monografies regionals, tot i ser l'objectiu per al qual estaven creades. Aquestes monografies a vegades no arribaven a expressar l'autèntica interpretació global de les regions. A més, molts autors criticaven el caràcter sintètic de la geografia regional i reclamaven per una aproximació més temàtica. Inclús ho senyalava Carl Sauer: " no accepto la noció que cada geògraf hagi d'ocupar-se de la síntesi regional, la mal definida doctrina holística em deixa indiferent, ha produït complicacions allà on necessitàvem indagacions".
- Per altra banda el concepte de regió predominant, la regió com a paisatge o fisonomia del territori es presentava problemàtic. Era un concepte massa formalista, i difícil d'identificar més enllà de l'escala comarcal i s'estava adoptant sobretot per l'estudi dels espais rurals, amb la qual cosa era poc efectiu per estudiar els espais moderns altament urbanitzats i industrials i no comprensibles únicament a través del concepte de paisatge, pel qual s'intenta incorporar altres variables de caràcter socials i culturals.
- El punt màxim de les crítiques vindrà de la mà d'autors com F.K. Schaefer i el seu famós article "Excepcionalismo en Geografia". Aquesta línia de crítiques, que culminarà amb l'aparició de noves geografies centrades en l'estudi de les formes espacials (distribució de fenòmens), es trobarà en la geografia tradicional pel seu caràcter ideogràfic i historicista, és a dir, per estudiar l'únic irrepetible, i concentrar-se en l'elaboració de teories i lleis generals.

La Recuperació de la Geografia Regional. Nova Geografia Regional
Tenint en compte que la Geografia Regional no ha deixat mai de ser cultivada dins l'Europa continental (França, Espanya, Portugal, Alemanya...) a partir dels anys vuitanta començarà a ser també recuperada per la Geografia anglosaxona, especialment a través del concepte de "lloc" (place) definit per Doreen Massey com la combinació d'identitat, institucions locals i vincles globals.
L'interès pels espais locals, regionals i nacionals sempre ha estat present tant a nivell popular com acadèmic. A més l'orientació regional sembla l'única capaç d'unificar la gran multiplicitat d'investigacions temàtiques enormement divergents que es realitzen a la Geografia general tant física com humana. Per descomptat, aquesta recuperació de la Geografia Regional no es realitza de forma homogènia, hi ha diversos acostaments i renovacions. Podríem assenyalar les següents:
- Una recuperació de caràcter tradicional, seguint els esquemes de la geografia clàssica. En general els espais estudiats són els territoris administratius i l'estudi regionals s'aborda com una juxtaposició de capítols temàtics sobre el medi ecològic, la població, l'economia o les infraestructures. També es produeix una revalorització del concepte de regió com a paisatge.
- Des de la geografia humanista és entesa com el marc local i regional com un àmbit d'experiència lligada a l'individu. El lloc és l'espai viscut i el marc d'identitat.
- Des de la Geografia de caràcter Marxista i estructural, els espais locals, regional i nacionals es veuen com estructures socials i ecològiques. Els individus reprodueixen aquestes estructures o les transformen, alhora que la seva acció està condicionada per elles mateixes. Això voldrà dir que els espais geogràfics no són immutables o naturals, sinó essencialment una construcció social que es transforma contínuament en les seves característiques singulars (organització demogràfica, econòmica, social, medi ecològic i construït...).
- Per acabar altres acostaments reivindiquen la necessitat d'una perspectiva o enfocament regional però sense recuperar la geografia regional en el sentit clàssic. És a dir, s'accepta que l'acostament temàtic i especialitzat és tan important com el sintètic o holístic, però tenint en compte que l'objecte central són els espais geogràfics en tota la seva complexitat.

Geografia Regional a l'època contemporània
La Geografia regional ha tingut un procés de ressorgiment o renovació dins l'etapa contemporània donat els reptes que ha tingut al davant: Globalització, crisi econòmica, migracions massives, canvi climàtic, degradació del medi ambient, pobresa crítica, crisi alimentària, noves tecnologies de la ciència, crisi de valors humans ... entre d'altres.
En aquest ressorgiment, la geografia regional també es caracteritza pel reconeixement que les regions posseeixen unes identitats cultuals particulars, úniques. Diversos mitjans de comunicació com ara, diaris, televisió, novel·les, transmeten imatges impactants de diverses regions, que d'interioritat dins la consciència popular i han creat, una identitat cultural a determinades regions del món. En aquests casos, la regió i la seva població són presentades de forma particular. És per això que per estudiar la Geografia regional, les regions són el laboratori, on la valides de les lleis formulades per la geografia han de ser comprovades. El concepte de regió es manté dins el nucli de la geografia.
Cada dia està més clar que l'estudi de regions específiques és de gran valor per entendre els complexos processos i transformacions geogràfiques que tenen lloc dins el nostre planeta. Estudiar una regió és com conèixer a una persona, s'han de presentar aquells aspectes que en són comuns i específics. En resum, es tracta d'aconseguir una geografia regional autènticament integrada entre la natura i la societat. El paper de l'estudi regional permet l'experimentació de la geografia en general, en haver de resoldre el problema de la integració de moltes de les noves tendències socials, natural, tecnològiques..., sintetitzant aquestes idees i fets en noves regions i nous països.

## El mapa i l'Atlas de la geografia regional
És impossible desenvolupar l'ensenyament de la Geografia Regional sense el treball dels mapes. El mapa és el mitja indispensable per la instrucció i educació de la geografia als nous alumnes. Els materials cartogràfics constitueixen fonts de coneixement geogràfic, tant teòrics com empírics. Són mitjans on els alumnes treballen i desenvolupen habilitats pràctiques per l'estudi de la geografia. El treball amb els mapes geogràfics substitueix l'estudi directe dels països i altres territoris del planeta, ajuda a reproduir una imatge del territori estudiat amb les seves característiques fonamentals. Naturalment, amb això es desenvolupa l'anomenada imaginació espacial, en els alumnes. En analitzar el contingut dels mapes i comparar-los, els estudiants utilitzen i desenvolupen els procediments del pensament lògic, estableixen les relacions entre els fenòmens, realitzen la comparació, posen de manifest les relacions de causa-efecte, apliquen conceptes particulars subordinats als generals, i arriben a unes generalitzacions i conclusions generals, així successivament.
El mapa ofereix no sols una imatge visual e la forma, la mida i la posició dels objectes de la superfície terrestre, sinó que permet també obtenir les característiques espacials d'ells; coordenades, longitud, àrea, altura, volum... En aquest aspecte, cap descripció literària pot substituir el mapa, d'aquí es deu el valor que prenen davant la pràctica.

## Personatges
Per a la geografia regional clàssica cal citar a Alfred Hettner, a Alemanya, amb el concepte de corologia. A Richard Hartshorne als Estats Units, i a Paul Vidal de la Blache a França.
A Catalunya la geografia regional va aconseguir una important dimensió a partir de les obres de Pau Vila.